# Никица Валентић
Никица Валентић (Госпић, 10. децембар 1950 — Загреб, 3. мај 2023) био је хрватски правник, предузетник и бивши политичар. Био је председник Владе Републике Хрватске од 1993. до 1995. године.

## Биографија
На Универзитету у Загребу дипломирао је 1974. Специјалиста је за инвестиционе уговоре, статусно трговинско право, порезе и послове с некретнинама. Од 1990. године, па све до преузимања премијерских дужности, био је генерални директор Индустрија нафте (ИНА), највећег хрватског произвођача нафтних деривата.
Члан је Хрватске демократске заједнице. Након оставке Хрвоја Шаринића постао је 3. априла 1993. године пети Председник Владе Републике Хрватске. На фукцији је остао до 7. новембра 1995. године, до парламентарних избора. За његовог мандата Хрватска је зауставила инфлацију, стабилизовала курс домаће валуте, хрватског динара, те потом дана 30. маја 1994. године увела нову валуту, куну. У време његовог мандата Хрватска војска је спровела операцију „Олуја“ која је довела до краја рата у Хрватској.
На парлементарним изборима 1995. и 2000. године изабран је у Хрватски сабор. После смрти председника Републике Хрватске Фрање Туђмана 1999. године Валентић је био један од кандидата за председника ХДЗ-а, али ипак тога се није прихватио. Завршетком мандата у Сабору 2003. године повукао се из политике.
Бави се винарством и грађевинарством.